# Hablemos de sexo
Hablemos de sexo fue un programa de televisión, dirigido por Narciso Ibáñez Serrador y presentado por la sexóloga Elena Ochoa. Lo emitió la primera cadena de TVE en 1990.

## Formato
Como indica su título se trató de un espacio en el que, por primera vez en España, en la pequeña pantalla se abordaban abiertamente y desde un punto de vista científico todos los temas relacionados con la sexualidad humana. La filosofía del espacio se resumen en las palabras de su director: «Sólo aspiramos a que el sexo deje de ser un tema tabú para los españoles. No queremos que nadie se moleste por lo que se diga o se vea, y quizá desilusione por ser demasiado light».
En Argentina hubo una versión local, emitida en 1992 por ATC y presentada por Rolando Hanglin.

## Premios
- Premio Ondas de Televisión.